# Кингстониан
«Кингстониан» — английский футбольный клуб из Кингстон-апон-Темс, Лондон. Образован в 1885 году. Домашние матчи проводит на стадионе «Кингсмедоу». В настоящий момент выступает в Премьер дивизионе Истмийской лиги, седьмом по значимости футбольном турнире Англии.

## История

### Кинсгтон и Сурбитон YMCA
Кингстониан был создан осенью 1885 года под названием Кинсгтон и Сурбитон YMCA. В это время регби был доминирующим видом спорта в городе, но YMCA не могла содержать регби клуб. Это повлияло на их решение создать клуб для игры в «Футбол по правилам ассоциации.» Новый клуб провел свою первую встречу 28 ноября 1885 года, где проиграл 3-1 клубу Сурбитон Хилл. Домашние игры клуб проводил на Буши Парк, прежде чем переехал на Спринг гроув в следующем сезоне. В течение следующих двух лет клуб сыграл несколько товарищеских матчей против других близлежащих команд.

### Ф. К. Саксы
Двумя годами позже в 1887 году YMCA почувствовала, что футбол стал «более грубым и непригодным для христианских юношей» и изменила название клуба на Ф. К. Саксы начиная с сезона 1887-88. После окончания сезона команда переехала на стадион Ойл Милл Лейн (современный Вильерс Роад).

### Кингстон Уондерерс
На ежегодном собрании клуба в 1890 году, секретарь клуба Уильям Г. Карн, предложил чтобы название клуба «идентифицировалось с городом». Его предложение было принято, и клуб стал называться Кингстон Уондерерс с сезона 1890-91. В первый сезон клуб провозгласил смену домашнего стадиона на Фейрфилд Рекреэйшн Граунд.

### Кингстон на Темзе
В 1893 году было принято предложение объединить все городские команды, и Кингстон собрал свою собственную команду. 13 сентября 1893 года клуб стал называться Кингстон на Темзе и принял участие в Младшем кубке Суррея, проводимом Футбольной Ассоциацией Суррея. Первый матч в официальных соревнованиях в истории клуба Кинстон проиграл клубу Хемптон Коурт энд Ист Мосли. Тогда клуб решился заявиться в Главный кубок Суррея в 1894 году, где потерпел крупнейшее в своей истории поражение 13-0. Клуб вернулся в Младший кубок, но в 1896 году вступил в лигу Кингстона и окрестностей, как один из основателей. В первом сезоне клуб выиграл лигу, но проиграл в переигровке финала Младшего кубка 2-1 клубу Чертси. В 1898 году команда перешла в Восточную и Западную лигу Суррея. Клуб участвовал в Лондонской лиге в 1903 году, наряду с выступлением в Восточной м Западной лиге Суррея, но данный «эксперимент» имел разовый характер, и клуб вышел из Лондонской лиги. В 1906 году клуб выиграл Западную лигу Суррея, а через год проиграл в финале Старшего кубка Суррея клубу Клепхем 3-1.

#### Олд Кингстонианс
Свежеобретенный успех в любительском футболе Суррея был недолгим, клуб разделился в конце сезона 1908-09 из-за споров по поводу стадиона. В результате, казначей клуба Девид Джадд сформировал команду Олд Кингстонианс. Кингстон на Темзе продолжил свои выступления, большинство игроков первого состава остались в ней, а команда Джадда первое время именовалась резервной. Олд Кингстонианс усилились и выиграли Западную лигу Суррея в 1910, а за этим и Главный кубок Суррея в 1911 и 1914 годах.

### Кингстониан
С началом Первой Мировой Войны, любительский футбол исчез на 5 лет, но в 1919 году футбол возвращается в Кингстон. Война усмирила соперничество между клубами, и они были объединены в единый клуб Кингстониан. Первый матч после объединения состоялся 6 сентября 1919 года в рамках Афинской лиги против клуба Саутхолл. Однако финиш в лиге в нижней половине таблицы, означал то, что им необходимо подавать заявку на вступление в лигу повторно. Затем они выступали более успешно, выиграв лигу в 1924 году, а в 1926 году сделав это с рекордным количеством очков. Клуб также несколько раз дошел до финалов Главных кубков Лондона и Суррея.
В 1929 году Кингстониану разрешено было вступить в Истмийскую лигу вместо клуба Цивил Сервис. В 1933 году Кингстониан выигрывает Любительский кубок Англии, они выигрывают лигу в 1934 и 1937 годах, а также клуб выигрывает Главный кубок Суррея в 1935 и 1939 годах. Соревнования любительского футбола были отменены в сентябре 1939 в связи с началом Второй Мировой Войны. После войны клубу пришлось собирать деньги на ремонт стадиона и раздевалок. В 1949 году в клуб пришел Джонни Уинг, он был лучшим бомбардиром в девяти различных сезонах за клуб, и в итоге стал лучшим бомбардиром всех времен клуба. В 1955 году Кингстониан потерпел самое большое домашнее поражение со счетом 12-3 от клуба Бишоп Окленд, перед рекордным количеством зрителей 8960.
В сезоне 1959-60 K’s впервые выступили на Уэмбли в финале Любительского кубка Англии, где проиграли Хендону 2-1. в 1963 году Кингстониан сделал «дубль», выиграв Главные кубки Лондона и Суррея. 1970-е годы были периодом упадка клуба, и несмотря на полученный профессиональный статус в 1975 году, они вылетели в Первый дивизион Истмийской лиги в 1979 году. В 1985 году Кингстонинан вновь вернулся в Премьер дивизион, получив повышение со сторого места. В 1987 году 20 лет без наград закончились, когда клуб выиграл Главный кубок Лондона.
Кингстониан выиграл Истмийскую лигу в 1998 году и ФА Трофи в 1999 и 2000 годах. Клуб достиг четвёртого раунда Кубка Англии в 2001 году. Стартовав с четвёртого квалификационного раунда, клуб обыграл команду Дивизиз Таун, перед тем как превзойти два клуба Футбольной Лиги — Брентфорд и Саутенд Юнайтед. В четвёртом раунде Кингстониан уступил в переигровке клубу Бристоль Сити.
Вылет и финансовые проблемы настигли клуб между 2001 и 2005 годами. Был продан стадион клуба за 2 миллиона фунтов. В феврале 2005 года сменилось руководство клуба, но это не спасло клуб от вылета. В сезоне 2005-06 все увидели обновленный Кингстониан, клуб лишь чудом не попал в плей-офф, и закончили сезон победой над Уимблдоном в финале Главного кубка Суррея.
Изменения в лучшую сторону продолжались и в 2009 году клуб возвращается в Премьер дивизион Истмийской лиги. В сезоне 2013-14 Кингстониан финишируют вторыми, но уступают в плей-офф.

## Достижения
- Трофей Футбольной ассоциации
  - Обладатель: 1999, 2000
- Любительский Кубок Футбольной ассоциации
  - Обладатель: 1933
  - Финалист: 1960
- Кубок Футбольной Конференции
  - Финалист: 2000, 2001
- Кубок Истмийской лиги
  - Обладатель: 1996
  - Финалист: 1982
- Главный кубок Суррея
  - Обладатель: 1910-11, 1913-14, 1925-26, 1930-31, 1931-32, 1934-35, 1938-39, 1951-52, 1962-63, 1963-64, 1966-67, 1997-87, 2005-06
  - Финалист: 1906-07, 1936-37, 1947-48, 1949-50, 1972-73, 1990-91, 2002-03